# 阿索斯山脈
70°13′S 64°50′E / 70.217°S 64.833°E
阿索斯山脈（英語：Athos Range）是南極洲的山脈，位於麥克羅伯特森地，屬於查爾斯王子山脈的一部分，處於斯庫拉冰川北岸，全長60公里，澳大利亞探險隊在1955年11月首次踏足該山脈。